# Jacob Achilles Mähly
Jacob Achilles Mähly (født 24. december 1828 i Basel, død 18. juni 1902 sammesteds) var en schweizisk filolog og digter.
Mähly studerede klassisk filologi i Göttingen og blev derefter lærer, siden 1863 professor i sin fødeby. Af hans større videnskabelige arbejder kan nævnes: Wesen und Geschichte des Lustspiels, Orestis tragoedia, Der Ödipus Coloneus des Sophokles, Geschichte der antiken Litteratur samt oversættelser af klassiske forfattere. Han har endvidere udgivet de episke digtninge Mathilde og Das Erdbeben zu Basel, samt skrevet forskellige noveller, lystspil og digte.